# هندوانه مینیاتوری مکزیکی
هندوانه مینیاتوری مکزیکی (نام علمی: Melothria scabra) نام یک گونه از تیره کدوییان است.